# Fnatic
Fnatic (uttalas "fanatic"; skrivs också som fnatic eller FNATIC) är en e-sportorganisation som inriktar sig på att anställa professionella datorspelare i olika spel. Organisationen bildades 23 juli 2004 och har sitt högkvarter i London, Storbritannien. Organisationen har lag i många olika spel såsom Apex Legends, Counter-Strike: Global Offensive, Dota 2, League of Legends och Tom Clancy's Rainbow Six Siege. Efter många års sponsring av Quake Live-stjärnor har organisationen tappat intresse för spelet och därför slutat anställa professionella Quake Live-spelare.

## Historia
Fnatic har en lång historia inom Counter-Strike och var bland de första som bildade ett lag för Counter-Strike: Global Offensive. Fnatic deltog i DreamHack Winter 2013, den första Valve-sponsrade majorn i Counter-Strike: Global Offensive och vann mot Ninjas in Pyjamas. Fnatic vann även ESL One: Katowice 2015, som även var en major, även den finalen utspelade sig mot Ninjas in Pyjamas. Fnatic har 3 stycken majors under sitt bälte inom Counter-Strike: Global Offensive.
Fnatic satsade även på ett lag i League of Legends under tidigt skede och deltog i den första upplagan av League of Legends World Championship, som de gick vidare till att vinna. Den svenska e-sportaren Martin "Rekkles" Larsson spelade länge i Fnatics League of Legends-lag.

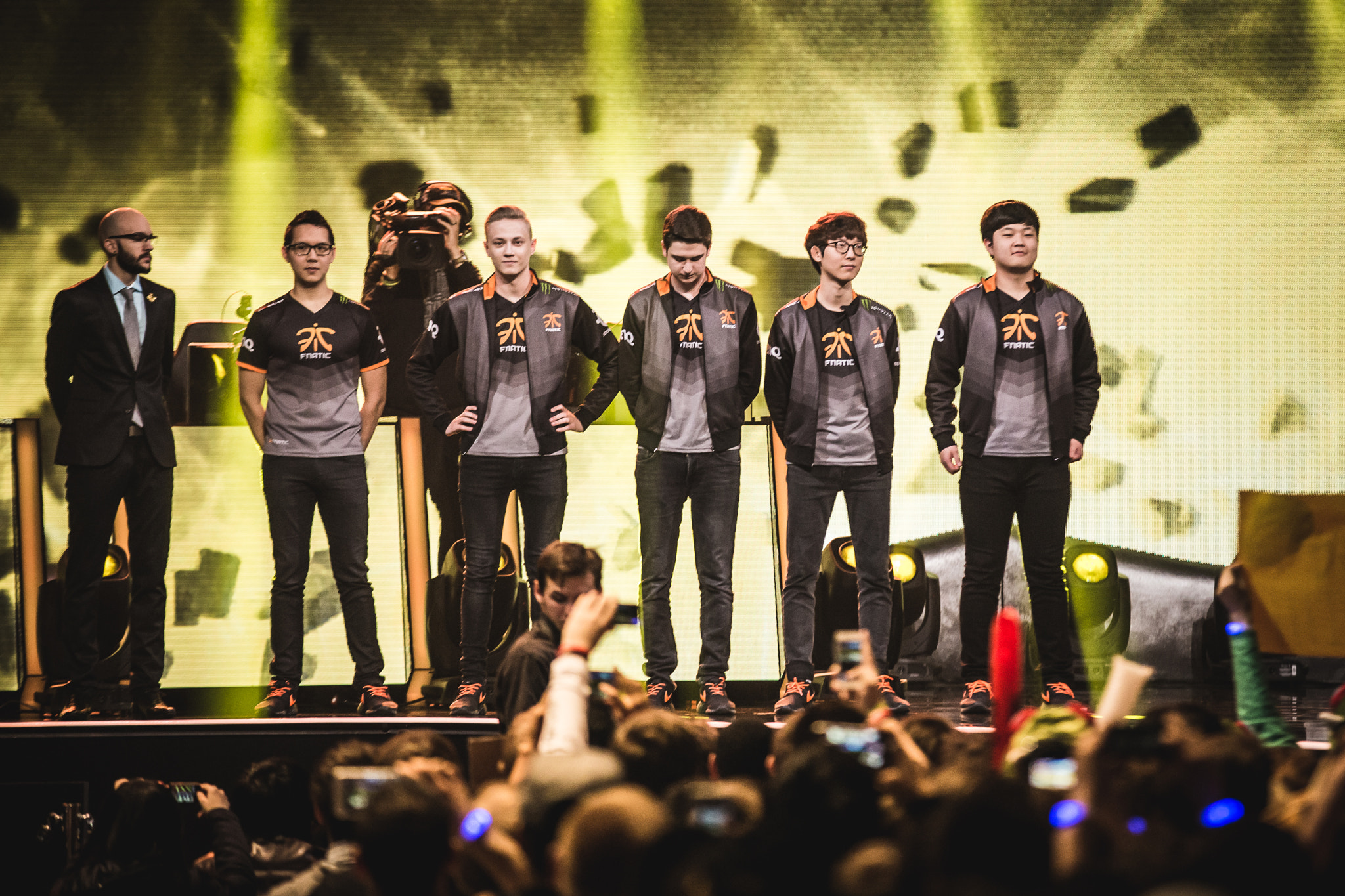
Fnatic på 2015 års League of Legends World Championship kvartsfinal

2017 vann Fnatics lag i spelet Heroes of the Storm turneringen Mid Season Brawl i Blizzards egen regi under Dreamhack Summer. Dåvarande uppställning var Quackniix, Wubby, SmX, ScHwimpi och Breez, varav samtliga spelare är från Sverige.

## Spelare

### Counter-Strike: Global Offensive[3]
- Freddy "KRiMZ" Johansson
- Alex "Alex" McMeekin
- William "mezii" Merriman
- Jamie "keita" Hall (Strategic Coach)
- Andreas "Samuelsson" Samuelsson (Head Coach

### Starcraft II
- Santeri "Naama" Lahtinen
- Kevin "Harstem" de Koning
- Elroy "Noname" Pinto (Manager)[4]

### Hearthstone[5]
- Jökull "Kaldi" Jóhannsson
- "Frezzar"
- "carredenfule"
- "Blurrey"

### League of Legends[6]
- Óscar "Oscarinin" Muñoz
- Iván "Razork" Díaz
- Marek "Humanoid" Brázda
- Elias "Upset" Lipp
- Mihael "Mikyx" Mehle

### Valorant[3]
- Jake "Boaster" Howlett
- Leo "Leo" Jannesson[7]
- Emir "Alfajer" Beder[8]
- Timofey "Chronicle" Khromov[7]
- Nikita "Derke" Sirmitev
- Emirhan "hiro" Kat

### Tidigare spelare
- Sander "Vo0" Kaasjager (PK, WoW, Q3) 2004 - 2007[9]
- Johan "toxjq" Quick (Q3) 2004 - 2006[10]
- Simon "twist" Eliasson
- Laurens "Lauke" Plujimaekers (UT) 2004 - 2007[11]
- Lauri "Cyanide" Happonen (League of Legends)[12]
- Enrique Cedeño "xPeke" Martinez (League of Legends)[12]
- Paul "sOAZ" Boyer (League of Legends) [13]
- Kristoffer "Tentpole" Nordlund [14] (Counter-Strike)